# 苏珊·巴斯奈特
苏珊·埃德娜·巴斯奈特，FRSL（1945年10月21日—），翻译理论家和比较文学学者。巴斯奈特曾在华威大学担任副校长十年，并在华威大学翻译与比较文化研究中心（2009年关闭）任教。2016年前，巴斯奈特曾担任格拉斯哥大學和沃里克大学的比较文学教授。巴斯奈特在欧洲各地接受教育，后在意大利开始研究，并在美国大学任教。2007年，巴斯奈特当选皇家文學學會会员。